# Церковь Святого Воскресения (Санкт-Петербург)
Церковь Святого Воскресения (арм. Սանկտ Պետերբուրգի Սուրբ Հարություն հայկական եկեղեցի) — храм Армянской Апостольской церкви на Смоленском армянском кладбище Санкт-Петербурга.
Настоятелем храма является священник  Саркис (Чопурян).

## История

### Основание
Первые армяне появились в Петербурге ещё при Петре I. До 1791 года всех их хоронили на Смоленском иноверческом кладбище. В связи с прошением протопопа Стефана императрица Екатерина II своим указом от 15 (26) февраля 1791 года повелела выделить место для отдельного армянского кладбища и разрешила построить каменную церковь. 4 мая 1791 года на кладбище была заложена церковь Сурб Арутюн (Святого Воскресения).
Храм строился по инициативе и на средства главы армянской общины Петербурга, коллежского советника Ивана Лазаревича Лазарева. В 1791 году  на русско-шведской войне погиб единственный сын Ивана Лазарева Артемий, и церковь первоначально строилась в качестве семейной усыпальницы. Освящение состоялось в 1793 году.
Проект церкви приписывают архитектору Фельтену, который также строил армянские церкви в Петербурге (церковь Сурб Катарине) и Москве (Крестовоздвиженская). Строили храм архитекторы Е. Т. Соколов, А. Порто и С. П. Берников.
В 1901 году по проекту архитектора Александра Кочетова рядом был построен церковный дом, фасады которого украшены резными орнаментами с мотивами армянского зодчества.

### Советский период
В 1930-х годах церковь была закрыта и использовалась как скульптурная мастерская, среди прочих, в ней работал скульптор В. Б. Пинчук. Возвращение церкви верующим состоялось лишь в 1988 году.

### Современность
Перед фасадом церкви в 1994 году установлен резной хачкар работы ереванского скульптора А. Овсепяна.
Храм находится по адресу: Набережная реки Смоленки, 29.